# Lestremia cinerea
Lestremia cinerea är en tvåvingeart som beskrevs av Pierre Justin Marie Macquart 1826.
Lestremia cinerea ingår i släktet Lestremia och familjen gallmyggor. Arten är reproducerande i Sverige. Inga underarter finns listade i Catalogue of Life.